# Eparchie sv. Jana XXIII. v Sofii
Eparchie sv. Jana XXIII. v Sofii je eparchie Bulharské řeckokatolické církve, nacházející se v Bulharsku.

## Území
Eparchie zahrnuje všechny věřící byzantského ritu v celém Bulharsku. Biskupem je od r.1993 Christo Projkov (*1946, 18.12.1993 jmenován - titulární biskup z Briuly, 6. ledna 1994 vysvěcen) .
Sídlem eparchie je město Sofie, kde se také nachází hlavní chrám: katedrála Zesnutí přesvaté Bohorodice.
Zahrnuje 16 farností. K roku 2016 měl 10 000 věřících, 4 diecézní a 13 řeholních kněží (17 celkem), 15 řeholníků, 27 řeholnic a 1 seminaristu.

## Historie
Roku 1926 byl z území apoštolského vikariátu Konstantinopol, apoštolského vikariátu Makedonie a apoštolského vikariátu Thrákie vytvořen apoštolský exarchát Sofie.
Dne 11. října 2019 byl exarchát povýšen na eparchii a získal své současné jméno.

## Seznam biskupů
- Kyril Stefan Kurteff (1926–1941)
- Ivan Garufaloff, C.R. (1942–1951)
- Kyril Stefan Kurteff (1951–1971)
- Metodi Dimitrov Stratiev, A.A. (1971–1995)
- Christo Projkov (od 1995)